# Forces armées néerlandaises

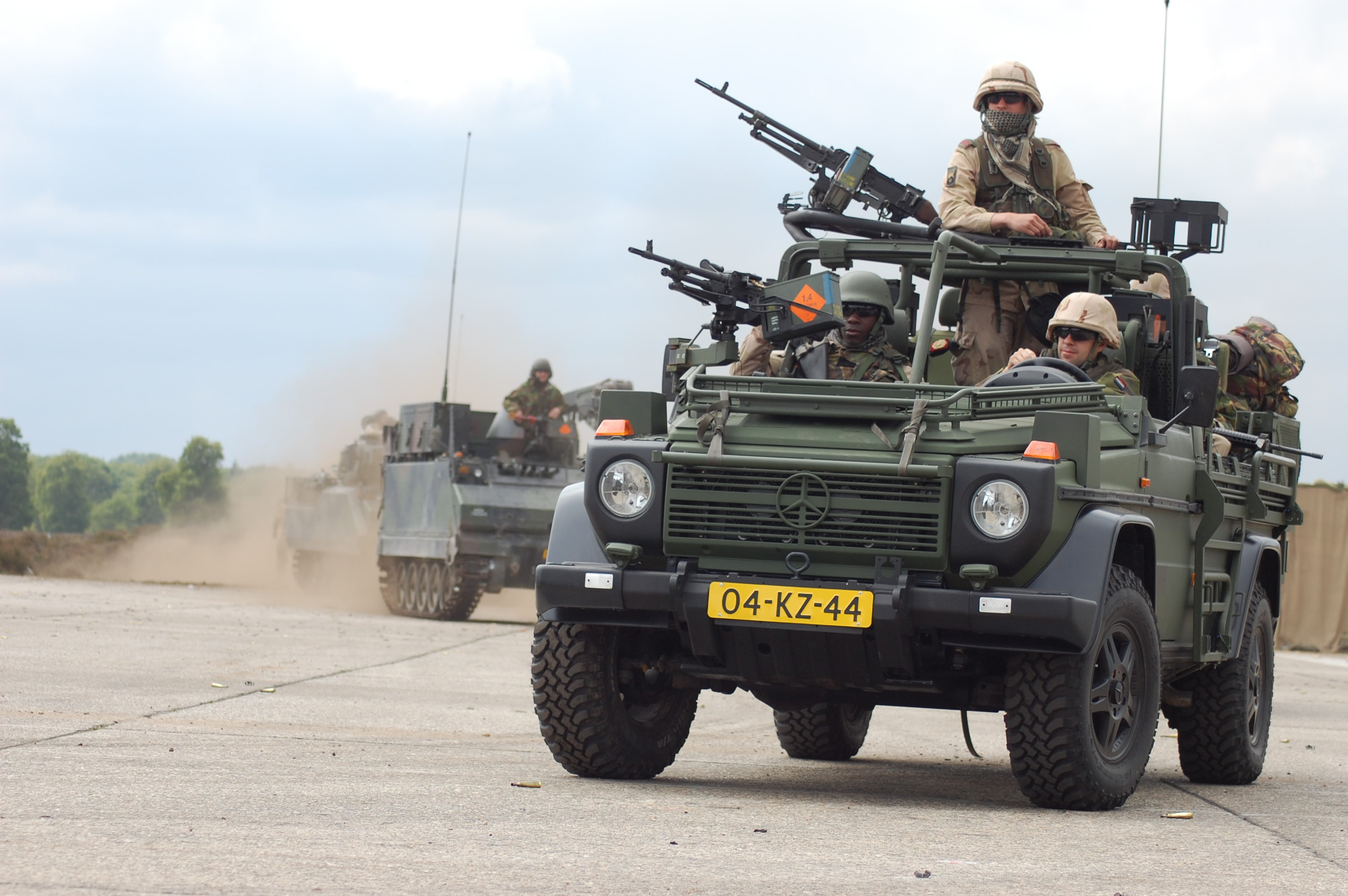
Mercedes Benz 280G.

Les Forces armées néerlandaises (en néerlandais : Nederlandse Krijgsmachten) sont composées de la Force terrestre royale néerlandaise (en) (Koninklijke Landmacht), de la Marine royale néerlandaise (Koninklijke Marine), de la Force aérienne royale néerlandaise (Koninklijke Luchtmacht) et de la Maréchaussée royale (Koninklijke Marechaussee). L'ensemble des forces néerlandaises emploie environ 59 346 personnes en 2015, 4 692 réservistes étant mobilisables directement. Il s'agit d'une force volontaire, le service militaire étant suspendu mais pas aboli.
Selon l'article no 97 de la Constitution du royaume des Pays-Bas, elles ont pour rôle de « défendre le Royaume des Pays-Bas et de défendre ses intérêts dans le monde » et de « protéger et promouvoir la primauté du droit international ». Les Pays-Bas sont actifs au sein de l'Organisation du traité de l'Atlantique nord (OTAN) et mettent souvent leurs soldats au service de mandats de l'Organisation des Nations unies (ONU).

### Organigramme

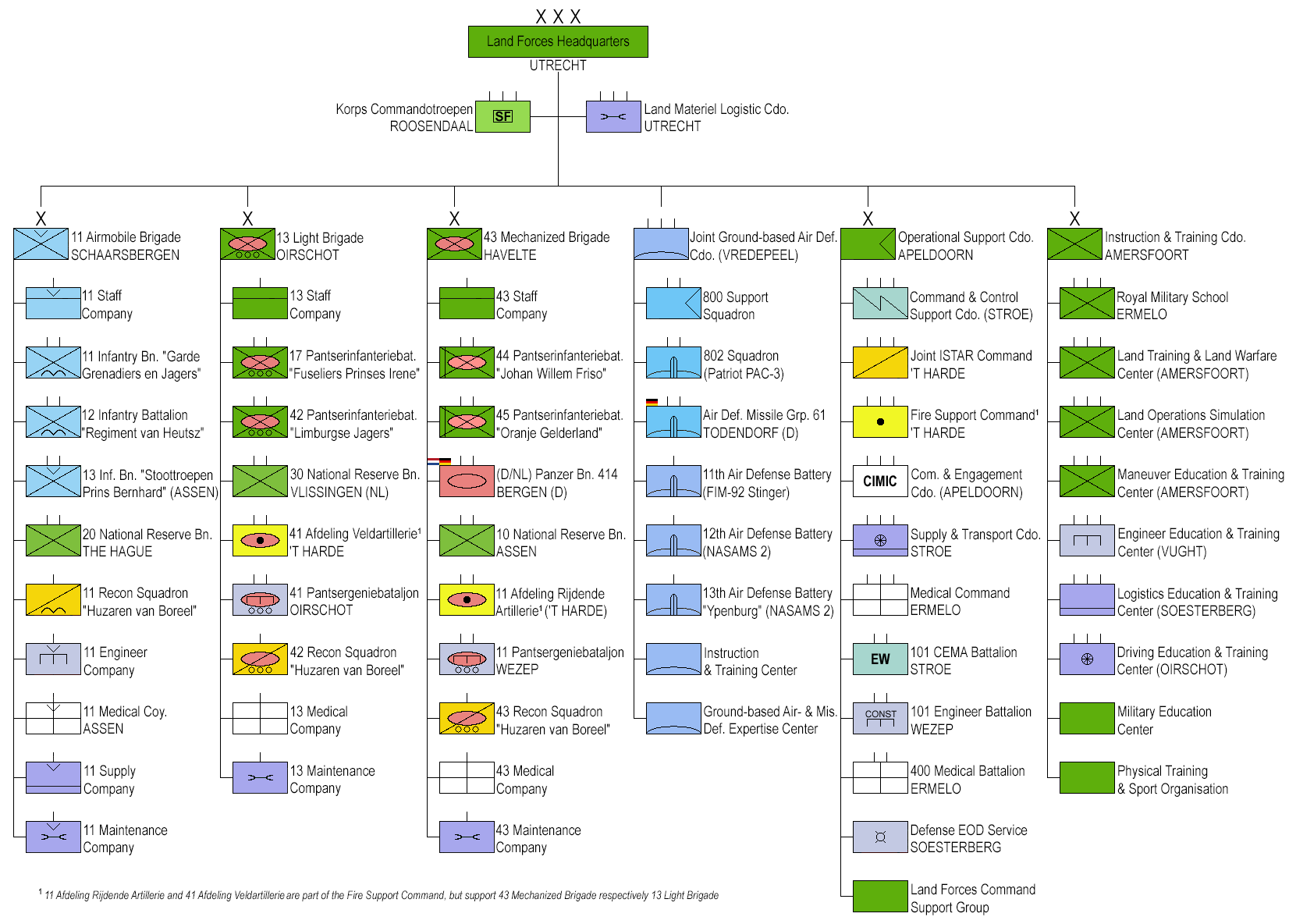
Le chef d'État-Major 2025

## Histoire
Les Forces armées néerlandaises sont fondées le 9 janvier 1814 lors de la chute du Premier Empire, rattachées effectivement l'année suivante au royaume uni des Pays-Bas. 
Durant la Première Guerre mondiale, les Pays-Bas sont neutres. Lors de la Seconde Guerre mondiale, ceux-ci sont envahis par le Troisième Reich du 10 au 15 mai 1940 lors de la bataille des Pays-Bas qui voit la capitulation de l'armée néerlandaise. D'anciens soldats des forces armées rejoindront alors la résistance et combattront aux côtés des Américains et des Britanniques lors de la libération en 1944 et 1945.
Depuis la guerre froide, dans le cadre de l'OTAN, les États-Unis entreposent aux Pays-Bas des armes nucléaires afin que l'armée néerlandaise puisse les utiliser en cas d'urgence.

## Engagements internationaux

### Description

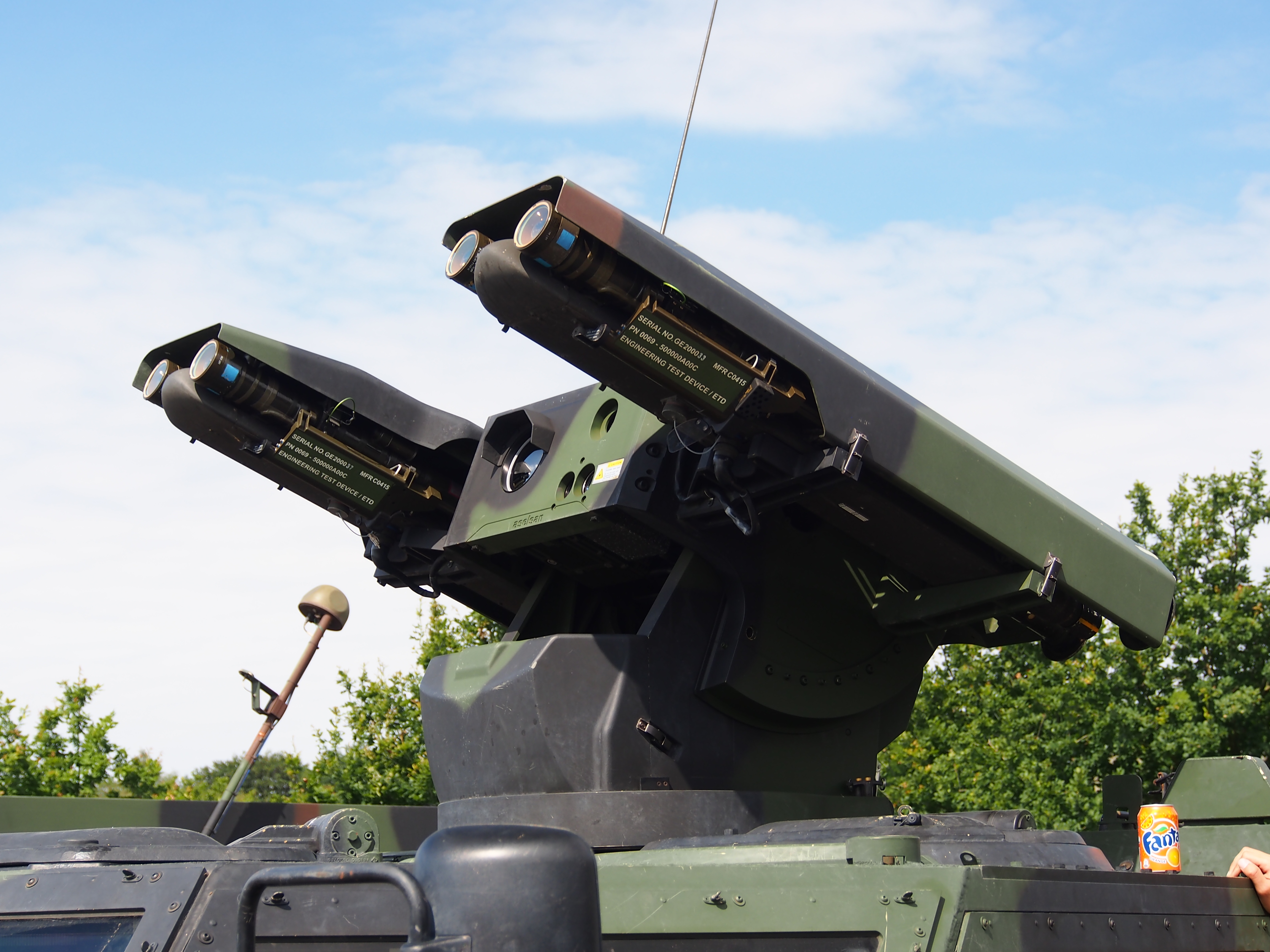
Tourelle de missiles Stinger sol-air sur un véhicule Fennek en 2014.

Depuis le début de la décennie 1990, l'armée néerlandaise s'est engagée dans une politique de « sécurité active » consistant à participer à des missions de maintien de la paix internationales pour garantir la paix et le respect du droit international dans le monde. La défense de celui-ci fait en effet partie de l'intérêt national néerlandais comme l'indique la Constitution. Les forces armées ont donc pour mission d'assurer la défense de principes à l'échelle mondiale.
Dès lors, les forces néerlandaises s'impliquent grandement dans les missions de l'Organisation des Nations unies du début des années 1990 au Cambodge et dans les Balkans notamment. Toutefois, à la suite du massacre de Srebrenica, la gestion politique du gouvernement néerlandais est jugée responsable de l'échec de l'action du contingent néerlandais de 400 hommes. Cet événement conduit aussi à une remise en cause de l'efficacité des missions de l'ONU. Cet échec conduit à la démission du gouvernement néerlandais de l'époque et à un changement de la politique étrangère des Pays-Bas. Celle-ci va alors s'orienter vers une participation plus active aux missions de l'Organisation du traité de l'Atlantique nord et de l'Union européenne qui sont jugées plus réalistes.

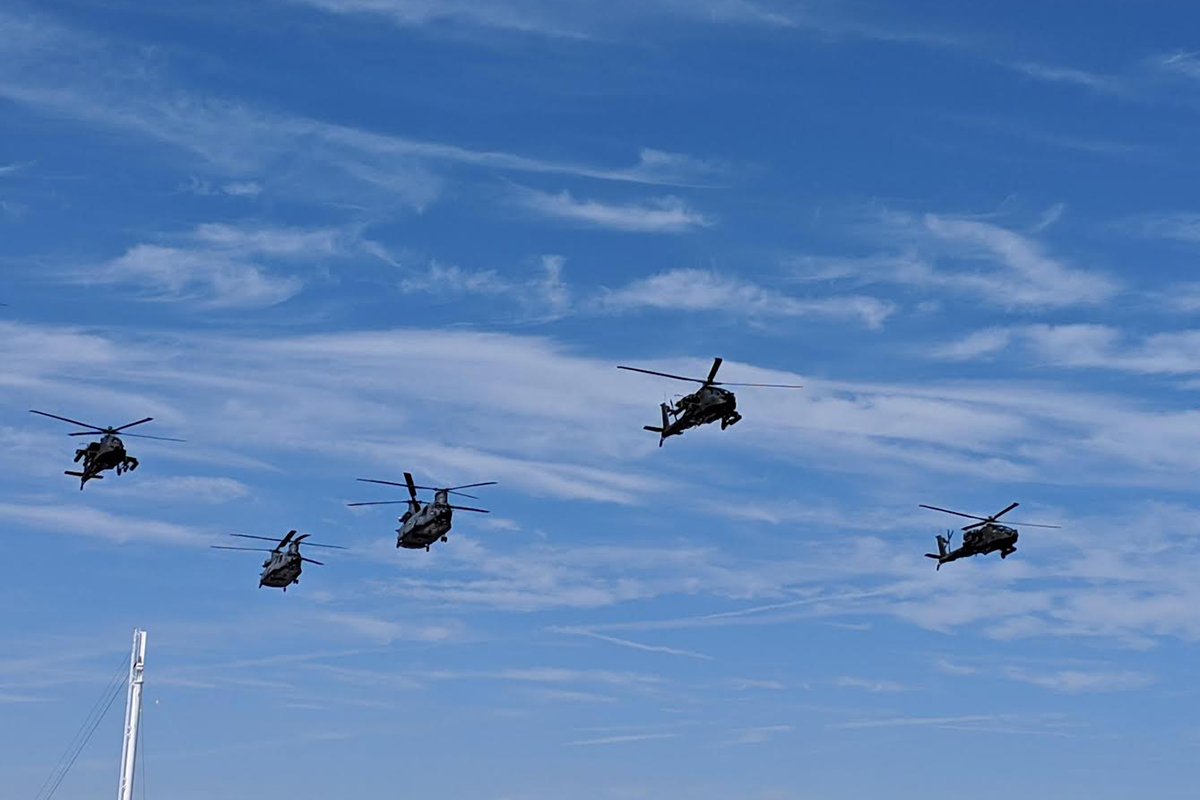
Trois AH-64D et deux Boeing CH-47 Chinook de la Force aérienne royale néerlandaise au Grand Prix automobile des États-Unis 2018.

En effet, les missions de l'ONU sont soumises à des impératifs de consensus entre les différents membres permanents du Conseil de sécurité des Nations unies dont les intérêts sont souvent divergents. Or ces impératifs conduisent à limiter l'efficacité des Casques bleus. Ainsi, si les Pays-Bas font partie des dix premiers contributeurs financiers aux missions de maintien de la paix de l'ONU, le pays se classe entre la 50e et la 70e place en ce qui concerne les effectifs déployés au sein de telles missions alors même que l'armée néerlandaise est activement engagée dans des missions de l'OTAN et de l'UE.

### Déploiements actuels
À l'heure actuelle, l'armée néerlandaise est engagée sur plusieurs théâtres d'opérations au sein de missions de l'Union européenne, de l'Organisation du traité de l'Atlantique nord et de l'Organisation des Nations unies. Les chiffres ci-dessous sont en date du 31 août 2013 :
- Bosnie-Herzégovine : 3 militaires au sein de la mission EUFOR Althea ;
- Kosovo : 7 militaires au sein de la mission KFOR ;
- Afghanistan : 500 militaires au sein de la mission FIAS de l'OTAN. De 2006 à l'été 2010, 1 950 soldats néerlandais sont présents au sud de l'Afghanistan et appliquent la politique des 3D (défense, diplomatie, développement). Cela signifie qu'en plus de missions purement militaires, le contingent néerlandais mène des missions de formation de l'Armée nationale afghane et différentes opérations destinées à favoriser l'éducation et la vaccination de la population afghane. Ils étaient par ailleurs aidés de véhicules blindés Bushmaster et d'hélicoptères Apache. Toutefois, le gouvernement néerlandais chute sur la question de la participation à la FIAS en février 2010 et en conséquence, une très grande partie des forces néerlandaises sont rapatriées l'été de la même année. Au total, 25 militaires néerlandais sont morts en Afghanistan ;
- Géorgie : 6 observateurs militaires au sein de la mission européenne en Géorgie ;
- Égypte : 4 observateurs militaires au sein de la FMO ;
- Soudan du Sud : 7 militaires au sein de la MINUSS ;
- Somalie : 11 militaires au sein de l'EUTM Somalie ;
- Mali : 1 militaire au sein de l'EUTM Mali.

L'armée a depuis cette date envoyé un contingent de plusieurs centaines de soldats dans le cadre de la coalition internationale en Irak et en Syrie pour contrer la menace de l'État islamique. Ils ne combattent cependant pas au sol, la plupart étant des techniciens assurant la maintenance des 10 F-16 bombardant les territoires, des tacticiens militaires et des formateurs de troupes locales.
De 2013 a début 2017, les Pays-Bas sont également engagés à hauteur de 380 militaires et de 7 hélicoptères dont 4 Boeing AH-64 Apache et 3 Chinook dans la MINUSMA, au Mali. La participation doit être réduite à 290 soldats en 2017.
À partir de 2019, les forces spéciales néerlandaises pourront être placées sous le commandement du Special Operations Component Command (C-SOCC) avec ses homologues belges et danoises.
- Roumanie : Mission Aigle 2023.

## Budget
L'évolution du budget de la défense néerlandaise en milliards de dollars selon les données de la Banque mondiale est la suivante,,:
| Année | Budget de la défense | % du PNB | % dépenses publiques |
| ----- | -------------------- | -------- | -------------------- |
| 1989  | $ 6 399 237 699      | 2,52     | 4,92                 |
| 1990  | $ 7 420 849 636      | 2,37     | 4,73                 |
| 1991  | $ 7 246 192 325      | 2,25     | 4,42                 |
| 1992  | $ 7 904 561 273      | 2,21     | 4,30                 |
| 1993  | $ 7 054 868 962      | 2,03     | 3,89                 |
| 1994  | $ 7 137 373 801      | 1,91     | 3,78                 |
| 1995  | $ 8 011 539 559      | 1,79     | 3,35                 |
| 1996  | $ 7 829 004 728      | 1,76     | 3,76                 |
| 1997  | $ 6 839 136 799      | 1,66     | 3,67                 |
| 1998  | $ 6 836 084 823      | 1,58     | 3,58                 |
| 1999  | $ 7 026 433 290      | 1,59     | 3,69                 |
| 2000  | $ 5 971 807 629      | 1,43     | 3,47                 |
| 2001  | $ 6 200 391 943      | 1,44     | 3,41                 |
| 2002  | $ 6 728 153 969      | 1,43     | 3,33                 |
| 2003  | $ 8 356 338 470      | 1,44     | 3,30                 |
| 2004  | $ 9 377 114 724      | 1,43     | 3,35                 |
| 2005  | $ 9 566 980 053      | 1,40     | 3,37                 |
| 2006  | $ 10 217 765 740     | 1,39     | 3,31                 |
| 2007  | $ 11 480 377 424     | 1,35     | 3,26                 |
| 2008  | $ 12 374 848 940     | 1,31     | 3,08                 |
| 2009  | $ 12 131 812 076     | 1,40     | 2,99                 |
| 2010  | $ 11 220 523 280     | 1,33     | 2,82                 |
| 2011  | $ 11 647 934 608     | 1,29     | 2,80                 |
| 2012  | $ 10 364 720 787     | 1,24     | 2,69                 |
| 2013  | $ 10 226 260 325     | 1,17     | 2,55                 |
| 2014  | $ 10 332 602 878     | 1,16     | 2,58                 |
| 2015  | $ 8 667 849 617      | 1,13     | 2,59                 |
| 2016  | $ 9 115 240 932      | 1,16     | 2,72                 |
| 2017  | $ 9 580 685 498      | 1,16     | 2,78                 |
| 2018  | $ 11 114 927 470     | 1,22     | 2,93                 |
| 2019  | $ 12 000 671 742     | 1,32     | 3,21                 |
| 2020  | $ 13 085 717 542     | 1,48     | 3,16                 |
| 2021  | $ 13 752 010 407     | 1,42     | 2,86                 |

Ce budget a atteint 2,1 % du PIB de l’État en 2024.

## Composition
Les Forces armées néerlandaises sont divisées en quatre corps: la force terrestre, la marine, la forces aérienne et la force de police au statut militaire (maréchaussée).

### Force terrestre royale
La Force terrestre royale (en) (Koninklijke Landmacht) est la composante principale de l'armée néerlandaise. Elle a pour mission de défendre le territoire, de venir en aide aux personnes sinistrées à la suite d'une catastrophe naturelle et de participer aux missions des organisations internationales dont les Pays-Bas sont membres. La force terrestre royale néerlandaise peut aussi assister les forces de l'ordre dans le maintien de l'ordre interne si cela est nécessaire.

### Forces aériennes royales

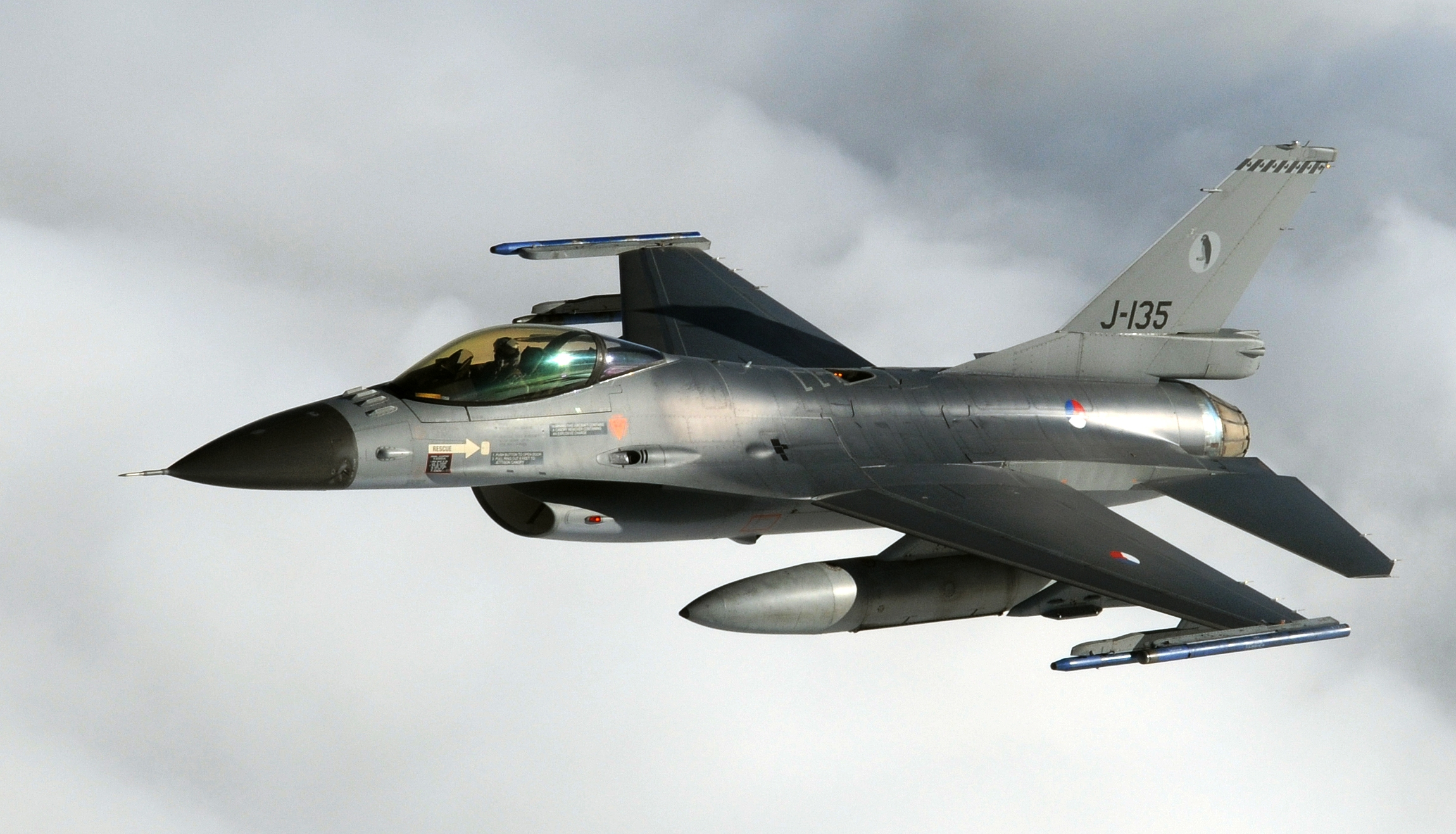
F-16 de l'escadrille 322.

À la suite de la fin de la Guerre froide et de l'abandon de la menace d'un conflit généralisé en Europe, la Force aérienne royale (Koninklijke Luchtmacht) sont orientées vers une mission de soutien aux différentes missions internationales de maintien de la paix ou humanitaires. Des appareils néerlandais sont ainsi intervenus en Afghanistan, au Kosovo, en Libye, et sont actuellement en mission au Mali (hélicoptères seulement), en Irak et en Syrie. Les hélicoptères des forces aériennes peuvent aussi être utilisés dans les missions de recherche au sein du territoire néerlandais et les forces aériennes doivent plus généralement assurer la défense de l'espace aérien national. En outre, la force aérienne participe à plusieurs programmes de coopération avec ses voisines européennes : avec la composante air de Belgique, elle assure la mission de police de l'air au-dessus du Benelux.
Les chasseurs néerlandais sont équipés de missiles air-sol classiques mais peuvent également transporter et lancer des armes nucléaires tactiques américaines, stockées sur la base aérienne Volkel-Uden.

### Marine royale

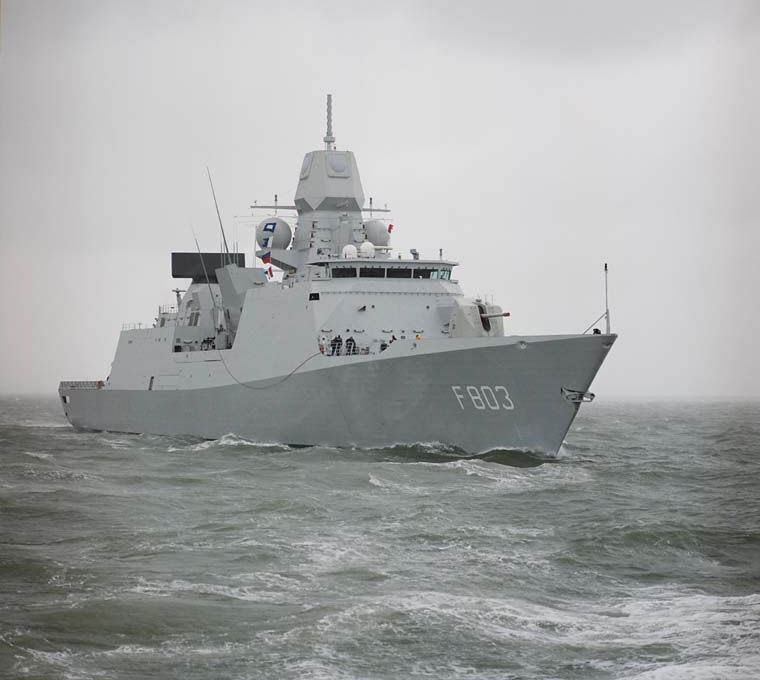
Le navire de F803 HNLMS Tromp.

La Marine royale néerlandaise est le plus ancien corps des forces armées néerlandaises et fut longtemps l'un des fers de lance de la puissance militaire et économique des Provinces-Unies. Au 1er janvier 2010, la Marine néerlandaise est composée d'un effectif de 10 993 personnes dont 9 946 militaires (6 886 marins et 3 060 fantassins de marine). La Marine néerlandaise est notamment présente au sein des Antilles néerlandaises. Certaines des îles (Aruba, Saint-Martin et Curaçao) sont des États autonomes au sein du royaume et gèrent d'elles-mêmes leurs affaires internes, mais les affaires étrangères et la défense restent aux mains des Pays-Bas. La Marine néerlandaise y mène notamment des missions de lutte contre le narcotrafic et peut intervenir dans le maintien de l'ordre. Enfin, la marine participe à la formation de la police antillaise au sein de ces territoires.
La Marine néerlandaise peut être divisée en trois corps : la force maritime, les fantassins de marine et les garde-côtes. Ce dernier corps est une organisation civile séparée agissant pour le compte de sept ministères différents mais dont le commandement opérationnel est détenu par la Marine néerlandaise.

### Maréchaussée royale

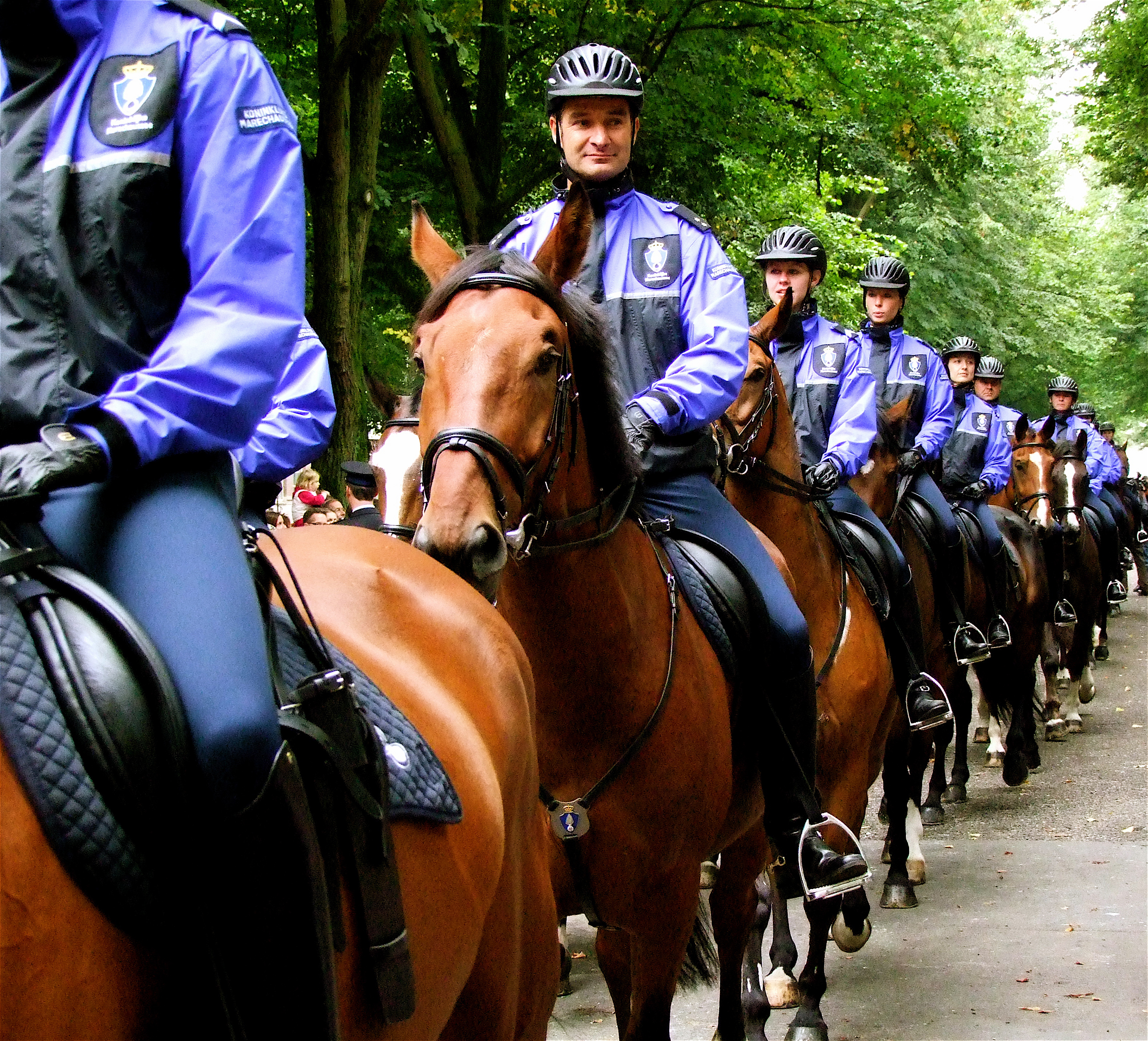
Gendarmes à cheval.

La maréchaussée royale (Koninklijke Marechaussee) créée en 1814 est un corps similaire à la gendarmerie française. Elle effectue en effet des missions de police mais ses membres ont un statut militaire. Elle est composée de 6 800 personnes chargées entre autres des missions douanières. La maréchaussée néerlandaise participe aussi au maintien de l'ordre (notamment lors des manifestations), à la sécurité des ports et aéroports, elle mène des opérations de police dans les domaines relevant du ministère de la Défense, elle peut mener des enquêtes criminelles et peut être déployée dans des missions internationales.